# Neocordyloporus nigerianus
Neocordyloporus nigerianus är en mångfotingart som först beskrevs av Carl Graf Attems 1931.  Neocordyloporus nigerianus ingår i släktet Neocordyloporus och familjen Chelodesmidae. Inga underarter finns listade i Catalogue of Life.